# 利瓦達鄉 (阿拉德縣)
46°13′00″N 21°23′00″E / 46.2167°N 21.3833°E
利瓦達鄉（羅馬尼亞語：Comuna Livada, Arad），是羅馬尼亞的鄉份，位於該國西部，由阿拉德縣負責管轄，面積20平方公里，海拔高度110米，2011年人口2,960，人口密度每平方公里144人。